# MOBO Awards
Pour les articles homonymes, voir MOBO.
Les récompenses MOBO (un acronyme anglais pour Music of Black Origin : musique d'origine noire), créées en 1996 par Kanya King (en), se déroulent annuellement au Royaume-Uni pour récompenser des artistes de n'importe quelle origine ou nationalité qui jouent de la musique d'origine noire.

## Les Récompenses de 2004
La neuvième cérémonie annuelle de récompenses de MOBO a eu lieu le 30 septembre 2004 au Royal Albert Hall de Londres, et a été diffusée par la BBC. Une polémique a entouré le déplacement de Vybz Kartel et Elephant Man, deux artistes de reggae de Jamaïque, pour la catégorie de l'«Act Meilleur de Reggae» des récompenses de 2004, en raison des paroles homophobes de leurs chansons.

## Les Récompenses de 2006
En 2006, les remises des récompenses ont été présentées par Coolio et Gina Yashere. La décision d'abandonner les catégories Musique mondiale et jazz ont incité des musiciens de jazz à manifester en marge de l'événement. Beyoncé Knowles a été huée pour ne pas s'être montrée à la cérémonie en dépit de ses 3 prix. Corinne Bailey Rae a quant à elle remporté le prix pour la meilleure révélation britannique. Akala, un rappeur britannique, a causé une agitation lorsqu'il a remporté le prix du meilleur artiste hip-hop, coiffant sur le poteau des artistes comme Kanye West.